# Rucca Page
Rucca Page, född 16 december 1985 i Las Vegas i Nevada i USA, är en amerikansk porrskådespelerska. Hon påbörjade sin karriär 2006 och har sedan dess medverkat i över 60 filmer.

## Priser
- Nominerad till AVN Award Best POV Sex Scene för POV Pervert 10 (2009) [2]
- Vann AVN Award Most Outrageous Sex Scene för Night of the Giving Head (2009) [3]